# Marcelo Gonçalves Vieira
Marcelo Gonçalves Vieira (Minas Gerais, 1976. július 25. –), ismert nevén Vavá, brazil-bolgár labdarúgócsatár.